# Museo Catedralicio de Jaén
El Museo Catedralicio de Jaén es un museo religioso ubicado en la ciudad de Jaén (España), concretamente en el interior de la catedral, dentro del antiguo panteón de los canónigos, y situado bajo el piso de la sala capitular y de la sacristía.
Este museo aprovecha su distribución tripartita para habilitar tres salas de exposiciones que muestran los tesoros artísticos de la Catedral y de otras iglesias de la diócesis. Por todo esto, el museo muestra el arte sacro donde se llega a resaltar todos aquellos hechos litúrgicos, en este museo se encuentra arte sacro como la orfebrería, la pintura, escultura, ornamentos y libros corales litúrgicos. Obras realizadas en alabastro, coral, bronce, forja y orfebrería.
Las pinturas están fechadas entre finales del siglo XV y el siglo XIX, aunque el período con mayor número de obras es el Barroco. En escultura sobresalen más obras renacentistas que barrocas.

## Obras destacadas

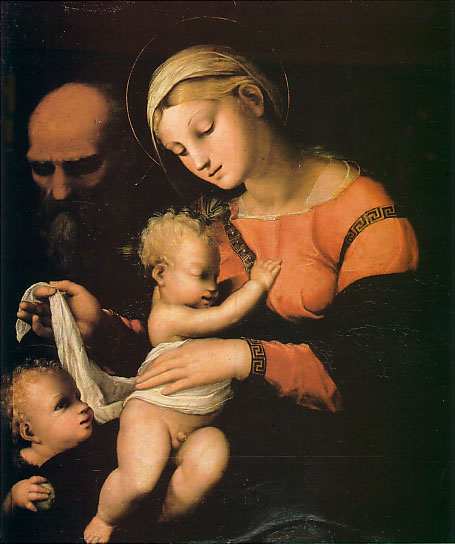
Sagrada familia con san Juanito o Virgen de la Cinta, Pedro Machuca.

- El retablo del Cristo del Refugio, de Pedro de Machuca, realizado en madera y alabastro de estilo renacentista.[1]
- Inmaculada Triunfante sobre el pecado original, de Sebastián Martínez Domedel.[2]
- El Descendimiento, de alabastro inspirado en diseños flamencos manieristas.
- El Relicario de Santa Cecilia, de madera de ébano con incrustaciones de bronce, de influencia italiana.[3]
- Tenebrario, realizado por el Maestro Bartolomé en el siglo XVI.[4][5]
- Hachero, de hierro repujado y dorado del maestro Bartolomé.[6]
- Cuadro de la Virgen de la Cinta, de Pedro Machuca.